# From First to Last
From First To Last (с англ. — «От первого до последнего») — американская панк-группа играющая в жанре пост-хардкор, базирующаяся в Лос-Анджелесе, штат Калифорния, изначально родом из города Тампа, штат Флорида.

## История
Первоначально называвшаяся First Too Last, группа была создана в ноябре 1999 года в Тампе Мэттом Гудом (англ. Matt Good) и Скоттом Оордом (англ. Scott Oord). Скотт играл на бас-гитаре, Мэтт взял на себя роль вокалиста и гитариста. Первый барабанщик, Нелмс Паркер, был быстро заменен Стивом Пуллманом. В 2002 году Мэтт присоединился к грайндкор-группе The Color of Violence (в то время они назывались Slaughter vs Skeleton, Fetus Destroyer), где он встретил Трэйвиса Рихтера (англ. Travis Richter), который позже присоединился к First Too Last. В конце 2002 года они сменили название на From First To Last.
В окончательный состав группы вошли вокалист Филипп Рирдон, гитаристы Трэйвис Рихтер и Мэтт Гуд, бас-гитарист Джоуи Энтиллон и ударник Дэрэк Блум. В таком составе в 2003 году на Four Leaf Recordings группа выпускает дебютный ЕР Aesthetic, а к концу того же года подписывает контракт с Epitaph Records на выпуск первого альбома. Вскоре место Энтиллона занимает Джон Вайсберг, после чего группа отправляется в тур. Поскольку в то время Блум был в группе всего несколько недель, большинство вокальных партий на альбоме исполнили Гуд и Рихтер. Рирдон, в свою очередь, исполнил все «скриминговые» партии в песнях, кроме «My Heart, Your Hands», где он пел в куплетах и припеве.
После выхода EP Aesthetic Рирдон покинул группу вследствие личных конфликтов с группой, а Энтиллон был арестован за кражу в магазине, посему команде пришлось прервать тур. Остальные члены коллектива решили, что лучшей кандидатурой на роль вокалиста будет Гуд, но тот предпочёл игру на гитаре. Благодаря соцсети Myspace Гуд начал переписку с гитаристом из Калифорнии Сонни Муром (позже взявший псевдоним Skrillex). Мур вылетел в Джорджию, где был записан Dear Diary, My Teen Angst Has a Bodycount, и вскоре стал вторым гитаристом From First to Last. Но когда другие участники группы услышали, как поёт Мур, они решили что амплуа вокалиста будет ему гораздо ближе, нежели роль гитариста.
Гуд и Рихтер написали материал за две недели, а Мур, прибывший позже, записал все вокальные партии для релиза. Альбом Dear Diary, My Teen Angst Has a Body Count увидел свет 29 июня 2004 года.
В 2005 году, с конца мая, по середину июня, From First to Last отправились в тур Dead by Dawn с такими командами, как Emanuel, Halifax и He is Legend. С середины марта по середину мая 2006 года группа находилась в совместном туре с Fall Out Boy и The All-American Rejects в поддержку выходящего третьего релиза группы — альбома Heroine.
Для записи Heroine группа засела в Radio Star Studios в Уиде, штат Калифорния, вместе с продюсером альбома Россом Робинсоном. Поскольку предыдущий бас-гитарист команды Вайсберг был изгнан из коллектива по причине личных конфликтов в группе, Росс Робинсон попросил Уэса Борлэнда, гитариста Limp Bizkit, сыграть все басовые партии на альбоме. После записи он отправился в несколько туров вместе с From First to Last. Альбом вышел в свет 21 марта 2006 года и стартовал на 25 позиции в Billboard Albums Chart. В первую неделю было продано 33 000 копий альбома. Вскоре, в апреле того же года, группа подписала контракт с Capitol Records и Warner Bros. Месяцем ранее команда отсняла видео на песню «The Latest Plague», которая была снята в Швеции благодаря Popcore Films. После выхода релиза FFTL отправились в World Championship Tour вместе с Atreyu, Every Time I Die и Chiodos. В этом туре у Мура возникли проблемы с вокалом, вследствие чего ему пришлось покинуть тур. Вначале было принято решение о том, чтобы вокальные партии Мура исполнят Гуд и Рихтер, но во время тура свою помощь предложил вокалист Chiodos — Крэйг Оуэнс, который знал все вокальные партии Сонни Мура. Ко всему прочему участвовать в туре отказались Atreyu. Как позже объяснили такое решение участники коллектива: «Наши планы продолжить тур были разрушены, когда мы выступали в Worcester, MA, нам позвонили и сообщили что нас выкинули из списка участников тура. Это было не наше решение, но мы его приняли».
В феврале 2007 года Мур покинул From First to Last ради сольной карьеры. Его решение об уходе основывалось на его проблемах с вокалом, которые имели место быть в прошлом туре FFTL и его стремление делать собственную музыку.
После ухода Мура для From First to Last назрел кризис. Лейбл Capitol Records расторгнул с ними отношения из-за финансовых проблем. Без вокалиста, постоянного басиста, лейбла и каких-либо финансов группа была на грани распада. По итогу гитарист Мэтт Гуд решил взять на себя основной вокал, при этом не отказываясь от гитары насовсем. Также группа быстро нашла Мэтта Мэннинга на роль постоянного басиста. Они собрали оставшиеся деньги и отправились на студию, чтобы продолжить работу над уже начатым третьим альбомом.
В таком составе новый альбом From First to Last записали на студии, где был записан их From First to Last. Продюсером выступил Josh Abraham. Одноимённый группе альбом был выпущен 6 мая 2008 года.
В конце 2009 года они расстались с гитаристом Трэйвисом Рихтером. Их четвертый альбом, Throne to the Wolves, был выпущен 16 марта 2010 года.
28 июля 2010 группа уходит в бессрочный отпуск. Однако в конце 2013 группа вновь вернулась на сцену, и для этого они запустили проект на площадке Kickstarter, где им требуется 25 тыс. долларов, которые пойдут на саму запись, издание на физических носителях, распространение. В результате было собрано более 30 тыс. долларов. К группе вернулся Трэйвис Рихтер, на место вокалиста встал Спенсер Сотело, участник группы Periphery. Релиз альбома Dead Trees состоялся 12 мая 2015 года.
1 августа 2016 года Спенсер Сотелло в своем твиттере сообщил о том, что он больше не является частью FFTL.
15 января 2017 года вышел трек «Make War» — первая совместная работа Сонни Мура в составе From First To Last за последние 10 лет.
На красной ковровой дорожке Грэмми Сонни Мур немного рассказал о своём совместном будущем с From First To Last: «Я покинул группу, но теперь я её точно не покину. Также я не собираюсь прекращать деятельность как Skrillex». На вопрос, будет ли полный альбом с «Make War», Сонни ответил: «Посмотрим…»
В декабре 2017 года на L.A's Emo Night группа представила новую песню «Surrender». Официальный её релиз состоялся 23 июля 2018 года. Ударником на записи выступил Дэрэк Блум.
24 сентября 2023 года Мэтт Гуд подтвердил свое возвращение в качестве ведущего вокалиста группы.
19 июля 2024 года группа выпустила новый сингл «Genesis», в котором прослеживалось сильное влияние аниме и японской культуры.  В сопутствующем музыкальном видео для «Genesis», вышедшем 9 августа 2024 года, были представлены различные сцены из аниме Rebuild of Evangelion.

## Участники
Современный состав
- Мэтт Гуд — соло-гитара, вокал, клавишные (1999—2010, 2013—настоящее время), основной вокал (1999—2002, 2007—2010)
- Трэйвис Рихтер — ритм-гитара, экстрим-вокал, бэк-вокал (2002—2009, 2013—настоящее время)
- Дэрэк Блум — ударные, перкуссия (2002—2010, 2013—2014, 2017—настоящее время)
- Сонни Мур — основной вокал, дополнительная гитара, клавишные, программирование (2004—2007, 2017—настоящее время)

## Дискография
- EP Aesthetic (2003)
- Dear Diary, My Teen Angst Has a Bodycount[1](2004)
- Heroine (2006)
- From First to Last (2008)
- Throne to the Wolves (2010)
- Dead Trees (2015)